# Rainulf Drengot
Rainulf Drengot var en af de første normanniske riddere i Syditalien ("Mezzogiorno"). Han var søn af en ubetydelig, men rig, ridder i Carreaux, nær Avesnes-en-Bray, øst for Rouen. Carreaux gav Drengot-slægten dens alternative navn de Quarrel. De normanniske riddere fik mange sønner, og der var slet ikke jord nok at arve, så mange søgte udenlands. Rainulf præsterede som den første normanner at få sit eget landområde i Italien, og hans bedrifter var med til at trække mange flere unge riddere sydpå.

## Lejesoldat i Italien
I 1016 var hans bror Osmond Drengot på jagt sammen med Richard 2. af Normandiet. Under jagten dræbte Osmond hertugens slægtning Vilhelm Repostel, fordi denne havde forgrebet sig på en af Osmond's døtre. Richard lod Osmond beholde livet, men landsforviste ham. Før Osmond forlod Normandiet, samlede han en styrke på omkring 250 krigere: Eventyrere, fredløse, unge adelsmænd uden fremtid i Frankrig, samt fire af sine egne brødre, Rudolph, Gilbert Buatère, Rainulf og Asclettin. De drog til Italien, hvor de havde planer om at tilbyde deres tjeneste til det byzantiske rige, som i syditalien havde hænderne fulde i kampen mod lombarderne, saracenerne, pavestaten og det tysk-romerske rige.
Brødrene kom nu ikke i byzantinsk tjeneste, for der var udbrudt oprør i området, og normannerne meldte sig i stedet under fanerne hos de lombardere, der stod for opstanden, Melus af Bari og Guaimar 3. af Salerno. Oprørssyrkerne tørnede sammen med en byzantinsk hær i slaget ved Cannae i 1018, og byzantinerne vandt en knusende sejr. Rainulfs brødre Osmond og Gilbert Buatére blev dræbt, og af de samtidige skildringer fremgår det, at kun 10 normanniske riddere overlevede slaget.
Rainulf var en af de overlevende, og han reddede sig i følge Amatus af Montecassino til Campanien med sin bror Asclettin, mens den tredje bror Rudolph flygtede med Melus til Tyskland. De følgende år fortæller Amatus, at normannerne under Rainulfs ledelse tjente til føden ved at tilbyde beskyttelse til pilgrimme, der var på vej til ærkeenglen Mikaels kloster på Gargano-halvøen i det nordlige Apulien. Rainulf tilbød også sin tjeneste til den lombardiske fyrste Pandulf 4. af Capua. "Under hans beskyttelse," beretter Amatus, "plydrede de naboegnene og gjorde livet surt for hans fjender. Men da den del af menneskets tanker, der drejer sig om grådighed og penge, altid triumferer til sidst, svigtede de ham fra tid til anden ... De solgte deres tjeneste som de nu kunne, alt efter omstændighederne, og ydede mest til dem, der betalte mest." Snart var normannerne tungen på vægtskålen i magtbalancen i Campanien: "For normannerne havde intet ønske om, at en bestemt lombarder skulle sejre afgørende, for det kunne blive en ulempe for dem. Ved først at støtte én, og derefter en anden, forhindrede de, at nogen blev helt ødelagt."
Både tilrejsende fra Normandiet og utilpassede lokale var velkomne i Rainulfs lejr, hvor der ikke blev stillet spørgsmål, og hans styrker voksede hastigt. Det normanniske sprog og de normaniske skikke bandt den blandede flok sammen til noget, der mindede om en nation, som Amatus bemærkede.

## Greve af Aversa
De normanniske krigere under Rainulfs ledelse var en afgørende faktor i, at Pandulf 4. kunne erobre Napoli og blive områdets vigtigste hersker. I 1029 skiftede Rainulf imidlertid side, og erklærede sin troskab til den fordrevne Sergius 4. af Napoli . Rainulf og han mænd hjalp Sergius med at generobre Napoli, og som tak fik han i 1030 det tidligere byzantinske støttepukt Aversa, nord for Napoli, med titel af greve, og blev samtidig gift med hertugens søster. I 1034 døde hustruen, og Rainulf giftede sig med en datter af hertugen af Amalfi. Den nye hustru var tillige niece til hertug Sergius' uforbedrelige fjende, Pandulf 4. af Capua. Rainulf gik straks i gang med at udvide sit territorium, på bekostning af abbediet i Monte Cassino. Hans adkomst til Aversa blev bekræftet i 1037 af kejser Konrad 2.. Efter at have slået byzantinerne i et slag i 1038, forfremmede han sig selv til fyrste, og formaliserede dermed sin uafhængighed af hertugdømmet Neapel og sine tidligere lombardiske allierede. I 1038 holdt han med Guaimar 4. af Salerno og kejser Konrad, da de angreb Pandulf. Pandulf blev fordrevet, og Guaimar overtog Capua. I 1042, efter at hans normanniske våbenbroder Vilhelm af Hauteville, kaldt "Bras-de-Fer (Jernarm)" havde slået byzantinerne, fik han en af de 12 portioner i opdelingen, i form af Siponto og Monte Gargano på Gargano-halvøen. Andelene i krigsbytet var imidlertid ikke lige gode: Rainulf havde ikke deltaget aktivt i kampene, og den portion han fik tildelt, var slet ikke erobret fra byzantinerne, så han var kun regent af navn. Han døde barnløs i juni 1045 og blev efterfulgt af sin nevø, Asclettin, søn af broderen Asclettin af Acerenza.
De vigtigste samtidige kilder om Rainulfs karriere er historikerne Amatus af Montecassino og Vilhelm af Apulien.